# جينيفر وينر
جينيفر وينر (بالإنجليزية: Jennifer Weiner)‏ (28 مارس 1970، ديرايدر في الولايات المتحدة)؛ كاتِبة ومؤلِّفة، صحفية، منتجة أفلام وروائية أمريكية. درست في جامعة برنستون.

## روابط خارجية
- جينيفر وينر على موقع IMDb (الإنجليزية)
- جينيفر وينر على موقع قاعدة بيانات الفيلم (الإنجليزية)